# Ophiotettix
Ophiotettix is een geslacht van rechtvleugeligen uit de familie doornsprinkhanen (Tetrigidae). De wetenschappelijke naam van dit geslacht is voor het eerst geldig gepubliceerd in 1871 door Walker.

## Soorten
Het geslacht Ophiotettix omvat de volgende soorten:
- Ophiotettix burgersi Bolívar, 1929
- Ophiotettix cygnicollis Walker, 1871
- Ophiotettix limosina Snellen van Vollenhoven, 1865
- Ophiotettix lorentzi Bolívar, 1929
- Ophiotettix luteomarginata Westwood, 1874
- Ophiotettix scolopax Bolívar, 1929